# عضو في يوبي (اتحاد باريشاد في بنعلاديش)
عضو يوبي أو عضو اتحاد باريشاد أو عضو جناح أو عضو هو الممثل العام لاتحاد باريشاد على مستوى الجناح و هذا بستعمل في بنغلاديش والهند خاصا، وهو يعتني بالقانون البلادي والنظام الضروري والاحوال الاجتماعية و الاحوال الاقتصادية لشعب جناحه. ينقسم اتحاد باريشاد إلى عدة أقسام. يتم انتخاب عضو واحد في يوبي في كل دائرة عن طريق التصويت المباشر للناخبين.  في عام 1966، وصلت حكومة رابطة عوامي إلى السلطة وبدلاً من ثلاث دوائر، تم إنشاء تسع دوائر وسمح لـثلاث عضوات بالمشاركة في الانتخابات المباشرة. وفي عام 2002، تم توزيع أدوار ومسؤوليات أعضاء اتحاد باريشاد من خلال تعميم.  